# Marvel Avengers Academy
Marvel Avengers Academy era un videojuego móvil freemium para iOS y Android, basado en los personajes que aparecen en Marvel Comics. Fue lanzado el 4 de febrero de 2016. El juego se cerró tres años después. A pesar del nombre, el juego no estaba relacionado con la serie de cómics Avengers Academy.

## Jugabilidad
Marvel Avengers Academy asignó al jugador la tarea de construir su propio campus académico y poblarlo con superhéroes que han sido reinventados como estudiantes que están desarrollando sus superpoderes. Muchos de los personajes iniciales tienen la voz de celebridades conocidas, por ejemplo, Iron Man con la voz de Dave Franco y Black Widow con la voz de Alison Brie. El juego le presentó al jugador una parte del campus, con más áreas que se desbloquearon a medida que avanzaban en el juego. Los personajes deambulaban por el mapa con más personajes que podían ser reclutados al completar las misiones. Otros solo pueden ser reclutados mediante el uso de Infinity Gems. Infinity Gems eran unas monedas premium que eran raras en el juego diario, pero que se podía comprar a través de microtransacciones. El otro tipo de monedas generadas en el juego fueron las monedas, recolectadas al completar misiones. Completar misiones, misiones, desbloquear personajes y construir el campus permitió al jugador acumular XP, lo que les permitió subir de nivel. Hacerlo permitió al jugador desbloquear más edificios y personajes, así como mejorar sus personajes y edificios existentes.
Periódicamente, se lanzaron eventos temáticos que ocasionalmente se relacionaron con lanzamientos en el Marvel Cinematic Universe. Los eventos temáticos generalmente involucraban a una facción enemiga que se instalaba en la Academia con el objetivo de tomar el control. El jugador tuvo que defender la Academia y al mismo tiempo reclutar nuevos personajes para ayudar a salvar la Academia.
Para coincidir con el segundo aniversario del juego, se lanzó una nueva actualización que cambió fundamentalmente la jugabilidad. En lugar de recolectar monedas de las misiones, el jugador ahora recolectaba resistencia, que se usaba para luchar contra adversarios en una variedad de mapas de batalla permanentes. Además de subir de nivel a los personajes, ahora también pueden subir de rango, lo que aumenta permanentemente sus HP y las estadísticas de batalla del combate.
El juego se cerró el 4 de febrero de 2019.

## Recepción
Marvel Avengers Academy recibió críticas mixtas en el lanzamiento. Polygon declaró que el juego era «más divertido de lo que tiene derecho a ser», al tiempo que elogiaba el diseño de personajes y las líneas argumentales. Pocket Gamer fue más crítico, calificando el juego en 4/10 y afirmando que Avengers Academy" era un «juego gratis de lo peor». Si bien también elogiaron el diseño del personaje, dijeron que el juego estaba orientado en gran medida a los jugadores que pagarán para progresar.